# Bisettrice di un angoloide
In geometria la bisettrice di un angoloide poliedrico è, quando esiste, una retta definita come luogo dei punti equidistanti dalle facce dell'angoloide.
La bisettrice di un angoloide giace sul piano bisettore degli angoli diedri determinato da ogni coppia di facce dell'angoloide; ogni punto su di essa è centro di una sfera tangente alle facce dell'angoloide.